# Tina (pel·lícula)
Tina és una pel·lícula documental del 2021, dirigida per Dan Lindsay i T. J. Martin. Segueix la vida i la carrera de la música Tina Turner. S'ha doblat al català pel programa Sense ficció de TV3.
La pel·lícula es va estrenar mundialment al Festival Internacional de Cinema de Berlín el 2 de març de 2021. Es va començar a distribuir als Estats Units el 27 de març de 2021 per HBO i al Regne Unit el 28 de març de 2021 per Altitude Film Distribution.

## Sinopsi
La pel·lícula segueix la vida i la carrera de la música Tina Turner, que apareix a la pel·lícula al costat d'Angela Bassett, Oprah Winfrey, Kurt Loder, Katori Hall, Erwin Bach, Carl Arrington, Jimmy Thomas, Le'Juene Fletcher, Rhonda Graam, Roger Davies i Terry Britten.
En una entrevista de març de 2021 al programa de televisió estatunidenc Today, Turner va descriure la pel·lícula com una història paral·lela a les seves memòries Happiness Becomes You, que havia publicat el desembre de 2020. La pel·lícula està dedicada al fill de Tina Turner, Craig Turner, i a Rhonda Graam, que va ser l'amiga íntima, responsable de la carretera i assistent personal de Tina Turner durant més de quaranta-cinc anys.

## Producció
El maig de 2018, es va anunciar que Dan Lindsay i T. J. Martin dirigirien la pel·lícula amb la participació de Tina Turner i que la distribuiria Altitude Film Distribution al Regne Unit.

## Estrena
Tina es va estrenar al Festival Internacional de Cinema de Berlín el 2 de març de 2021. Es va llançar als Estats Units el 27 de març de 2021 a la plataforma HBO. La pel·lícula va atreure 1,1 milions d'espectadors, la millor dada d'un documental d'HBO des de Leaving Neverland (2019), la primera part del qual va ser seguida per 1,3 milions persones. Es va estrenar al Regne Unit el 28 de març de 2021 a càrrec d¡Altitude Film Distribution i es va emetre simultàniament a Sky Documentaries. Universal Pictures Home Entertainment va distribuir el documental a altres països.

## Rebuda
Després de la seva estrena al Festival de Cinema de Berlín de 2021, la pel·lícula va rebre comentaris positius de la crítica. El lloc web de l'agregador de ressenyes Rotten Tomatoes informa que el 92% de les 86 ressenyes de la pel·lícula van ser positives, amb una valoració mitjana de 8 sobre 10. El consens del lloc web diu: "Tina explica els alts i baixos de la vida de la cantant amb una franquesa i una visió sorprenents, tot proporcionant un testimoni inspirador de resiliència".
Segons va transcendir, el fill de Turner, Ronnie Turner, i la seva dona Afida Turner, van sentir que la pel·lícula estava "ben feta", ja que "acreditava a Ike pel seu èxit com a cantautor". La parella, així com els fills adoptius de Turner, Ike Turner Jr. i Michael Turner, es van mostrar decebuts perquè la pel·lícula no havia demanat la participació dels seus fills i no havia tractat l'estranya relació de Turner amb els seus fills.

## Premis i nominacions
| Any  | Premi                 | Categoria                                                                                   | Nominacions                                                                                     | Resultat | Ref.   |
| ---- | --------------------- | ------------------------------------------------------------------------------------------- | ----------------------------------------------------------------------------------------------- | -------- | ------ |
| 2021 | Premis Primetime Emmy | Millor documental o especial de no-ficció                                                   | Nancy Abraham, Erwin Bach, Lisa Heller, Tali Pelman, Simon Chinn, Jonathan Chinn i Diane Becker | Nominats | [ 13 ] |
| 2021 | Premis Primetime Emmy | Millor direcció de documental o programa de no-ficció                                       | Dan Lindsay i T. J. Martin                                                                      | Nominats | [ 13 ] |
| 2021 | Premis Primetime Emmy | Millor mescla de so per a un programa de no-ficció o de realitat (càmera única o múltiples) | Lawrence Everson i Phil McGowan                                                                 | Nominats | [ 13 ] |